# Ko San
Ko San (korejsky hangŭl: 고산, handža: 高山; * 19. října 1976, Pusan, Jižní Korea) je jihokorejský výzkumník v oboru umělé inteligence a robotiky, v letech 2007–2008 se připravoval na let do vesmíru za Korejský výzkumný institut pro letectví a vesmír ve 14. návštěvní expedici na Mezinárodní vesmírnou stanici (ISS). Měsíc před startem byl však z posádky vyřazen pro hrubé porušení disciplíny a zůstal na Zemi v roli náhradníka.

## Život

### Výzkumník
Ko San se narodil v Pusanu 19. října 1976, když byl tříletý, přestěhovala se rodina do Soulu. Roku 1995 dokončil střední školu, studoval čínštinu na Hanyoung Foreign Language High School v Soulu. Roku 2003 získal bakalářský titul na Soulské národní unierzitě, kde studoval matematiku, roku 2005 se stal magistrem kognitivních věd. Aktivně sportuje, věnuje se alpinismu a boxu. Zlezl horu Muztagh Ata (7546 metrů) v Sin-ťiangu a roku 2004 vyboxoval třetí místo na jihokorejském mistrovství amatérů.
V letech 2003–2005 pracoval v laboratoři počítačového vizuálního vnímání katedry kognitivních věd Soulské národní univerzity, poté přešel do společnosti Samsung, kde se v Institutu pokročilé technologie (Samsung Advanced Institute of Technology) zabýval podobnými problémy.

### Kosmonaut
Roku 2004 se jihokorejská a ruská vláda dohodly na týdenním letu občana Jižní Koreje na Mezinárodní vesmírnou stanici (ISS). Let měl stát Jižní Koreu 20 miliónů USD. Korejský výzkumný institut pro letectví a vesmír (KARI) vypsal konkurz, Ko San se přihlásil a stal se s I So-jon jedním ze dvou finalistů. Dne 7. března 2007 oba zahájili výcvik ve Středisku přípravy kosmonautů v Hvězdném městečku.
Dne 5. září 2007 jihokorejské ministerstvo vědy a techniky zveřejnilo, že do vesmíru poletí v dubnu 2008 v rámci 14. návštěvní expedice Ko San a I So-jon bude náhradnicí. Ale 10. března ministerstvo oznámilo, že poletí I So-jon a Ko San zůstane na Zemi v záložní posádce. Koovu letu zabránilo ruské Středisko přípravy kosmonautů, které tak potrestalo jeho opakované porušování pravidel přípravy. Vynášel totiž a posílal do Koreje důvěrné služební dokumenty. Podle ruského tisku dokonce získal instrukce pro řízení kosmických lodí Sojuz, ke kterým neměl vůbec mít přístup.
Kosmický let I So-jon proběhl úspěšně, byť s neočekávaně tvrdým přistáním, ve dnech 8. – 19. dubna 2008.